# Oldřichovická lípa
Oldřichovická lípa je památný strom u vsi Oldřichovice, jihozápadně od Klatov. Lípa velkolistá (Tilia platyphyllos) roste severně od vsi, v ovocném sadu u Děpoltic, v nadmořské výšce 595 m. Obvod jejího kmene měří 400 cm a koruna stromu dosahuje do výšky 20 m (měření 1994). Lípa je chráněna od roku 1995 pro svůj vzrůst a věk.

## Stromy v okolí
- Želivské lípy